# Inverness Corona
Inverness Corona este o corona, situată la 66,9° S, 325,7° E în emisfera sudică a Mirandei, un satelit al lui Uranus. Are un diametru de 234 kilometri (145 mi). Această caracteristică este numită pentru locația castelului lui Macbeth, Inverness. Zona a fost examinată îndeaproape pentru prima dată de sonda spațială Voyager 2 în 1986.